# ولایت اندیجان
ولایت اندیجان یکی از ولایت‌های کشور ازبکستان است این ولایت همچنین دارای منابع غنی نفت و گاز طبیعی است.
وسعت آن ۴،۲۶۸ کیلومتر مربع و جمعیت آن ۲،۲۸۰،۰۰۰ تن است.

## شهرها و شهرستان‌ها

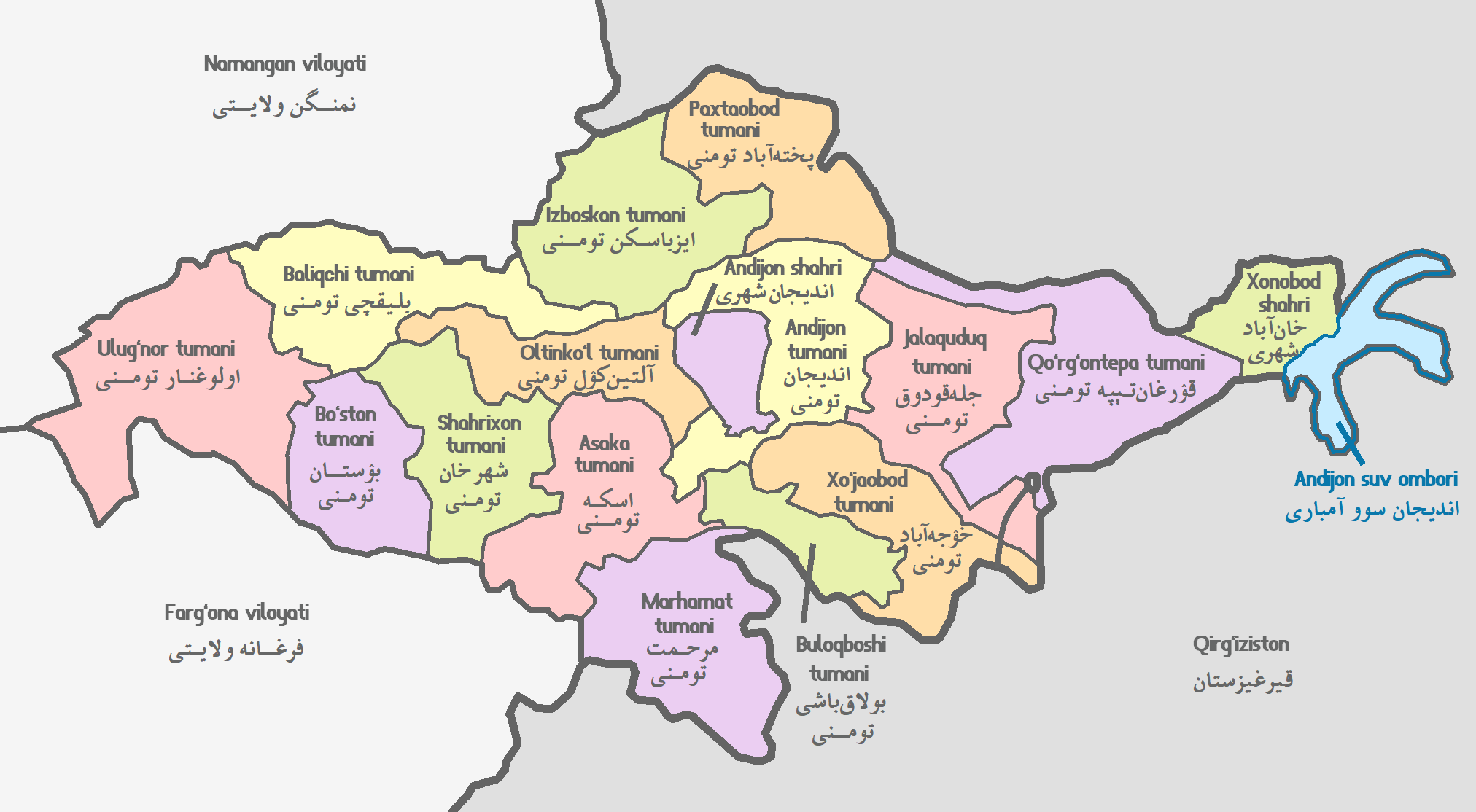
تقسیمات اداری ولایت اندیجان

ولایت اندیجان متشکل از ۲ شهر «در سطح شهرستان» و ۱۴ شهرستان می‌باشد.
| ردیف | نام شهر/شهرستان   | مرکز اداری      | نام به ازبکی                         | نام به روسی                                 | مساحت(km۲) | جمعیت (تخمین سال ۲۰۲۴) |
| ---- | ----------------- | --------------- | ------------------------------------ | ------------------------------------------- | ---------- | ---------------------- |
| ۱    | شهر اندیجان       | شهر اندیجان     | Andijon shahri اندیجان شهری          | город Андижан gorod Andizhan                | ۷۶         | ۴۸۰٬۸۰۰                |
| ۲    | شهر خان‌آباد       | شهر خان‌آباد     | Xonobod shahri خان‌آباد شهری          | город Ханабад gorod Khanabad                | ۱۵۵        | ۴۵٬۸۰۰                 |
| ۳    | شهرستان اسکه      | شهر اسکه        | Asaka tumani اسکه تومنی              | Асакинский район Asakinskiy rayon           | ۲۶۰        | ۳۵۵٬۰۰۰                |
| ۴    | شهرستان اندیجان   | شهرک کویگن‌یار   | Andijon tumani اندیجان تومنی         | Андижанский район Andizhanskiy rayon        | ۳۷۰        | ۲۸۶٬۱۰۰                |
| ۵    | شهرستان آلتین‌کول  | روستای آلتین‌کول | Oltinko‘l tumani آلتین‌کۉل تومنی      | Алтынкульский район Altynkul'skiy rayon     | ۲۱۰        | ۱۹۲٬۱۰۰                |
| ۶    | شهرستان الغ‌نار    | شهر آق‌آلتین     | Ulugʻnor tumani اولوغ‌نار تومنی       | Улугнорский район Ulugnorskiy rayon         | ۴۴۰        | ۶۳٬۸۰۰                 |
| ۷    | شهرستان ایزباسکن  | شهر پایتوغ      | Izboskan tumani ایزباسکن تومنی       | Избасканский район Izbaskanskiy rayon       | ۲۸۰        | ۲۵۵٬۳۰۰                |
| ۸    | شهرستان بالیق‌چی   | شهر بالیق‌چی     | Baliqchi tumani بلیقچی تومنی         | Балыкчинский район Balykchinskiy rayon      | ۳۴۰        | ۲۱۵٬۸۰۰                |
| ۹    | شهرستان بلاغ‌باشی  | شهرک بلاغ‌باشی   | Buloqboshi tumani بولاق‌باشی تومنی    | Булакбашинский район Bulakbashinskiy rayon  | ۲۰۰        | ۱۵۳٬۱۰۰                |
| ۱۰   | شهرستان بوستان    | شهرک بوز        | Boʻston tumani بۉستان تومنی          | Бустанский район Bustanskiy rayon           | ۲۰۰        | ۷۷٬۹۰۰                 |
| ۱۱   | شهرستان پخته‌آباد  | شهر پخته‌آباد    | Paxtaobod tumani پخته‌آباد تومنی      | Пахтаабадский район Pakhtaabadskiy rayon    | ۲۹۰        | ۲۰۸٬۷۰۰                |
| ۱۲   | شهرستان جله‌قدوق   | شهر جله‌قدوق     | Jalaquduq tumani جله‌قودوق تومنی      | Джалакудукский район Dzhalakudukskiy rayon  | ۳۷۰        | ۱۹۸٬۸۰۰                |
| ۱۳   | شهرستان خواجه‌آباد | شهر خواجه‌آباد   | Xoʻjaobod tumani خۉجه‌آباد تومنی      | Ходжаабадский район Khodzhaabadskiy rayon   | ۲۳۰        | ۱۲۰٬۰۰۰                |
| ۱۴   | شهرستان شهر خان   | شهر شهر خان     | Shahrixon tumani شهر خان تومنی       | Шахриханский район Shakhrikhanskiy rayon    | ۳۳۰        | ۳۲۴٬۴۰۰                |
| ۱۵   | شهرستان قرغان‌تپه  | شهر قرغان‌تپه    | Qoʻrgʻontepa tumani قۉرغان‌تېپه تومنی | Кургантепинский район Kurgantepinskiy rayon | ۴۸۰        | ۲۳۰٬۴۰۰                |
| ۱۶   | شهرستان مرحمت     | شهر مرحمت       | Marhamat tumani مرحمت تومنی          | Мархаматский район Markhamatskiy rayon      | ۳۲۰        | ۱۸۶٬۴۰۰                |

در کل، در ولایت اندیجان، ۱۱ شهر وجود دارد، که دو تای آنان، از نظر تقسیمات اداری، به عنوان «در سطح شهرستان» و مستقل از تابعیت شهرستان‌ها، و ۹ تای دیگر آنان در تابعیت ۱۴ شهرستان این ولایت تعریف شده‌اند.
در این ولایت، ۷۹ شهرک و ۴۵۵ روستا نیز وجود دارد.
| - اسکه (شهرستان اسکه) - اندیجان («شهر در سطح شهرستان») - پایتوغ (شهرستان ایزباسکن) - پخته‌آباد (شهرستان پخته‌آباد) - جله‌قدوق (شهرستان جله‌قدوق) - خان‌آباد («شهر در سطح شهرستان») | - خواجه‌آباد (شهرستان خواجه‌آباد) - شهر خان (شهرستان شهر خان) - قرغان‌تپه (شهرستان قرغان‌تپه) - قره‌سو (شهرستان قرغان‌تپه) - مرحمت (شهرستان مرحمت) |  |